# (4579) Puccini
(4579) Puccini es un asteroide perteneciente al cinturón de asteroides descubierto por Freimut Börngen desde el Observatorio Karl Schwarzschild, en Tautenburg, Alemania, el 11 de enero de 1989.

## Designación y nombre
Puccini recibió al principio la designación de 1989 AT6.
Posteriormente, en 1991, se nombró por el compositor italiano Giacomo Puccini (1858-1924).

## Características orbitales
Puccini está situado a una distancia media de 2,4 ua del Sol, pudiendo alejarse hasta 2,769 ua y acercarse hasta 2,032 ua. Su inclinación orbital es 2,214 grados y la excentricidad 0,1535. Emplea en completar una órbita alrededor del Sol 1358 días.

## Características físicas
La magnitud absoluta de Puccini es 13,8.